# ジョン・シャックルトン

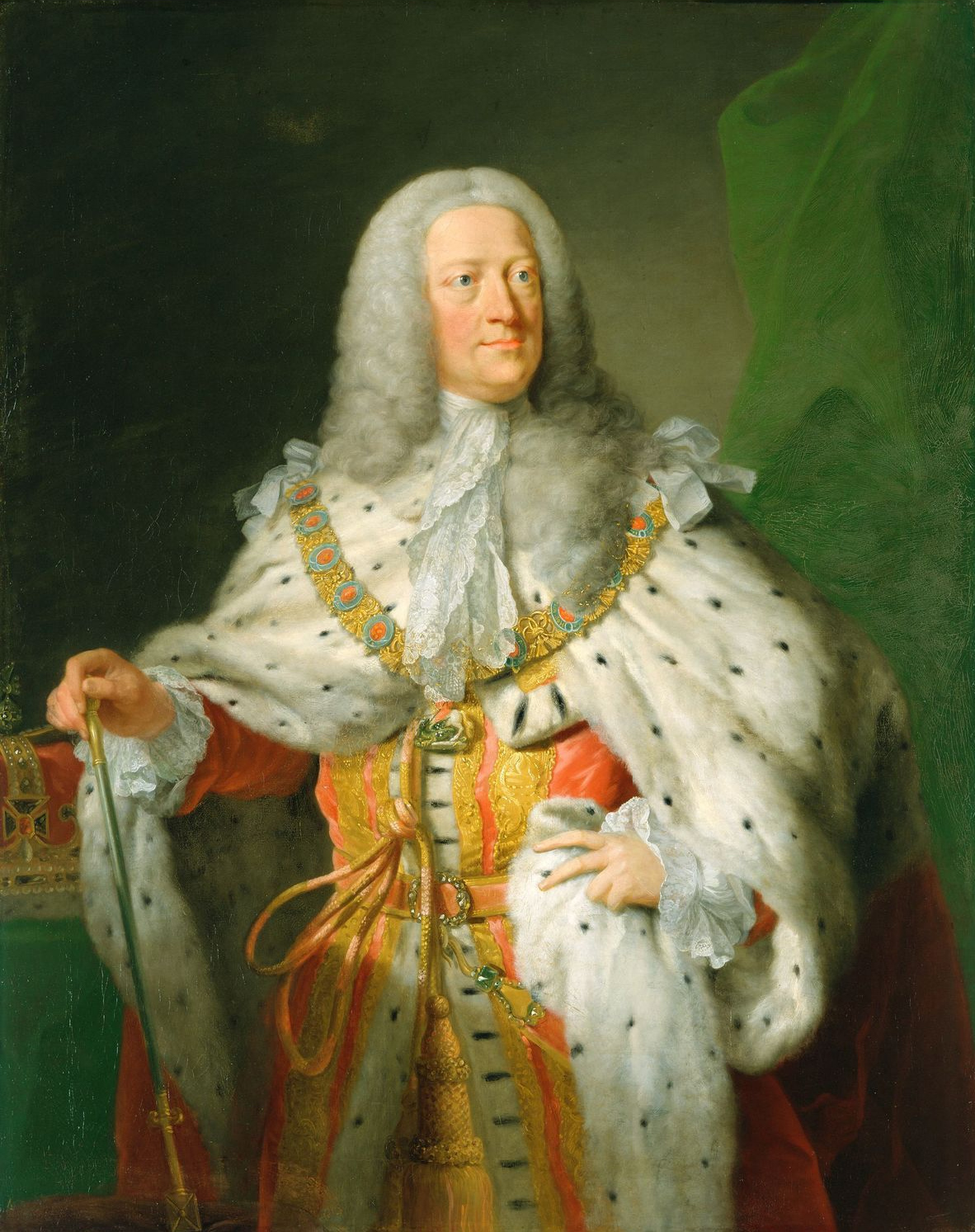
シャックルトン作、ジョージ2世、1757年7月6日以前、、バッキンガム宮殿象

ジョン・シャックルトン（英語: John Shackleton、1767年3月14日/16日没）は、グレートブリテン王国の画家。1749年から1767年まで主席宮廷画家を務めた。

## 生涯
出自、両親についてはオックスフォード英国人名事典でも不明だとしている。1730年より国王ジョージ2世、王妃キャロライン・オブ・アーンズバックなど王家の肖像画で知られるようになり、1749年3月7日に主席宮廷画家に任命された。
「美術・工芸振興協会（Society for the Encouragement of Arts, Manufactures and Commerce）」として発足したロイヤル・ソサエティ・オブ・アーツの会員に1758年3月8日になり、イギリスにおける最も権威ある美術家団体のロイヤル・ソサエティ・オブ・アーツの母体となる美術家団体「イギリス芸術家協会（Society of Artists of Great Britain）」の展覧会に1763年から1766年まで参加した。ロイヤル・ソサエティ・オブ・アーツが発足するのはシャックルトンが亡くなった後の1768年である。
1767年3月14日または16日にロンドンで死去した。

## 家族
1742年10月25日、メアリー・アン・レグニア（Mary Ann Regnier）と結婚した。

## 評価
英国人名事典はシャックルトンによる肖像画を「ぎこちなく、つまらない」（stiff and uninteresting）と評した一方、本人に似ていないわけではないとした。

## ギャラリー

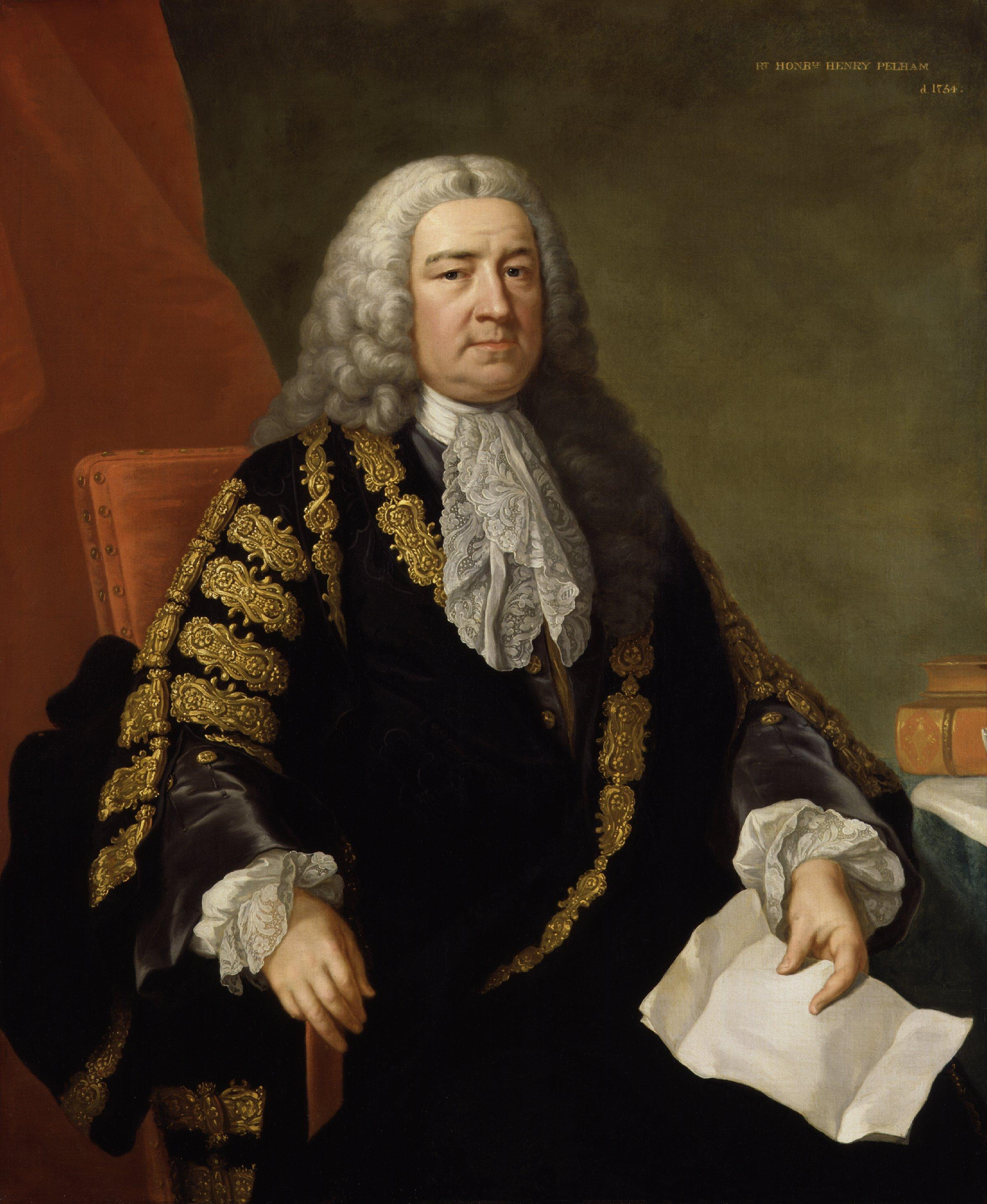
ヘンリー・ペラム、1752年頃
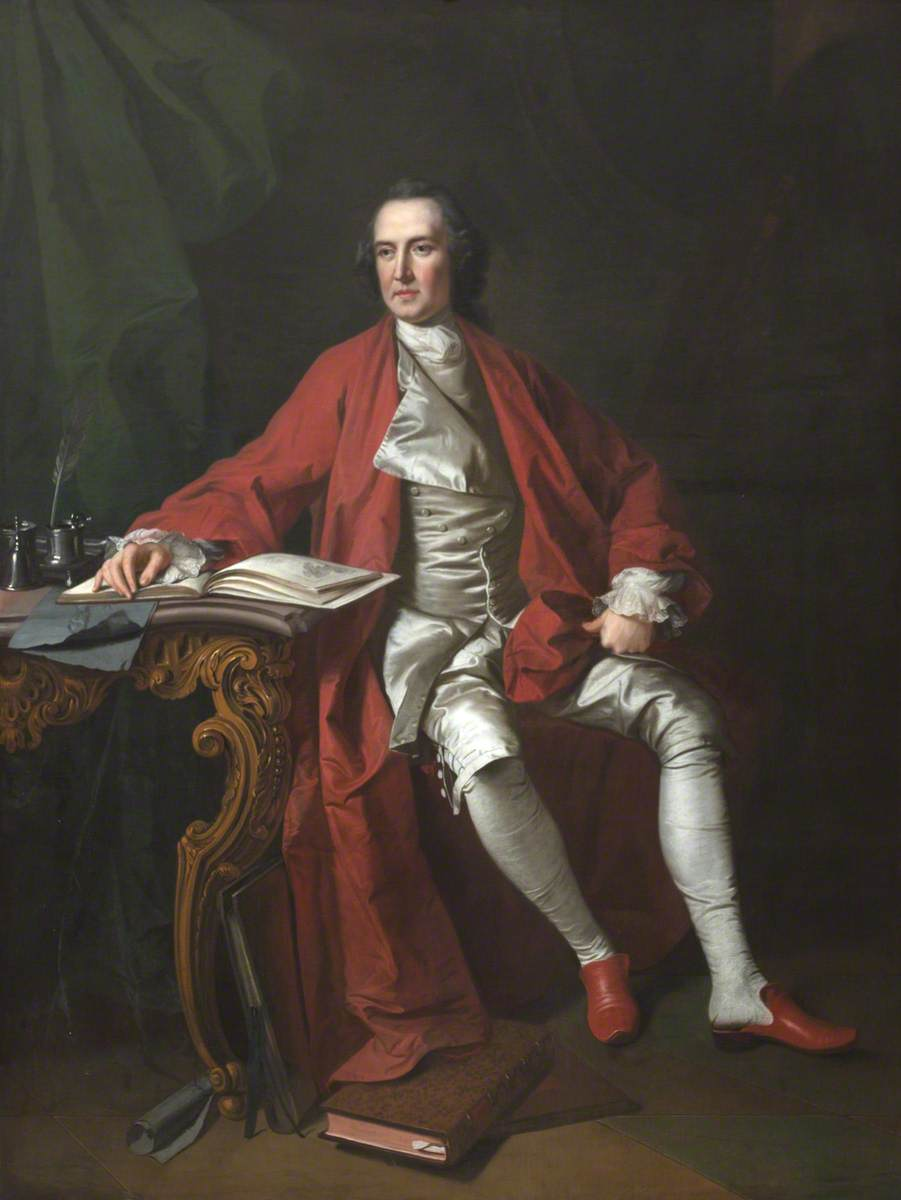
James Dagnia (1708/9-1755)
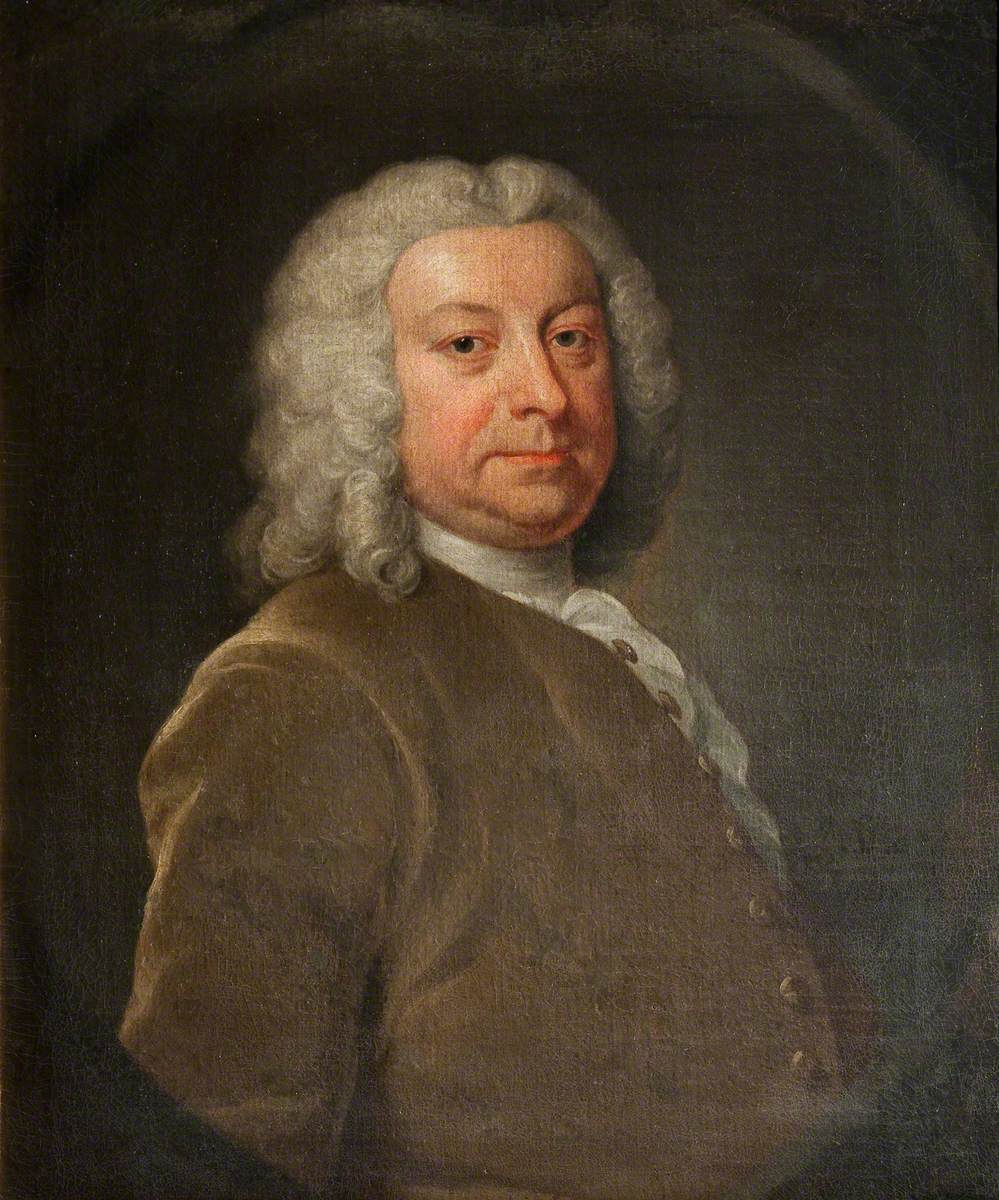
Thomas Kinaston (d.1752)

上記のほかにも1755年と1758年頃のジョージ2世の肖像画が現存する。